# Piękna Pietà

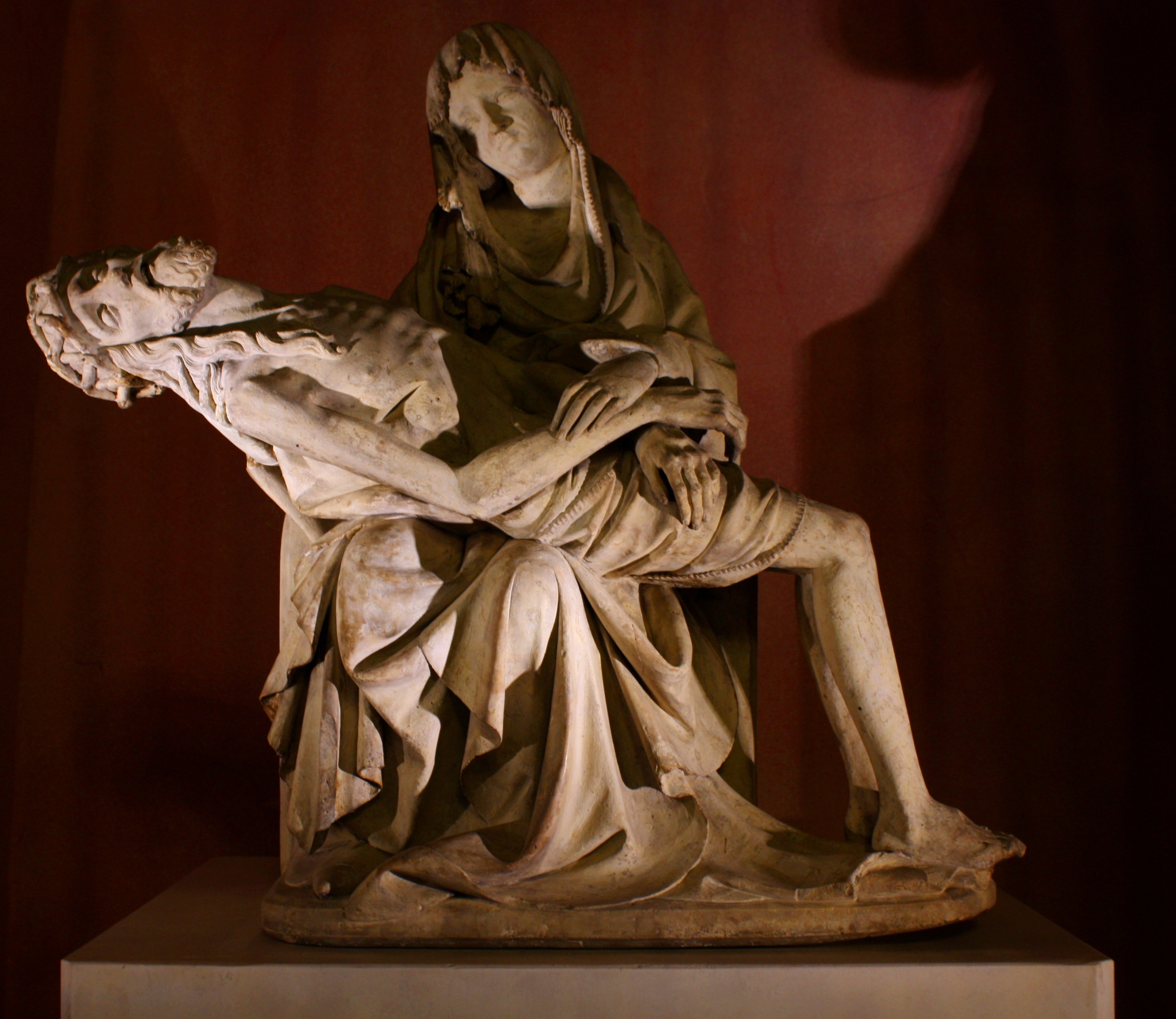
Pietà w kościele Świętej Barbary w Krakowie

Piękna Pietà – typ rzeźby przedstawiającej siedzącą na tronie Marię trzymającą na kolanach ciało Jezusa zdjętego z krzyża, przy czym pojęcie to dotyczy wyłącznie wąskiej grupy Piet rozpowszechnionych w sztuce gotyckiej około roku 1400 w ramach stylu pięknego.
Temat Piety był powszechnie obecny w sztuce gotyckiej już znacznie wcześniej (mistyczne Piety w 1 połowie XIV wieku), jednak w konwencji stylu pięknego zyskał on nowe cechy, charakterystyczne dla innego głównego tematu w rzeźbie około 1400 – Pięknych Madonn. Między obydwoma typami często występują podobieństwa w obrazowaniu Marii, która jest młoda, pełna urody, o delikatnych rysach twarzy. Głowę ma zazwyczaj zakrytą welonem o płynnych, dynamicznych, plastycznych draperiach, podobny modelunek draperii występuje na obfitej sukni oraz na perizonium okrywającym biodra Jezusa. Typ Pięknej Piety charakteryzuje się daleko idącą sublimacją, idealizacją, liryzmem i elegancją. Symptomy pasyjnego cierpienia Jezusa, smutku i żałoby Matki Bożej ulegają złagodzeniu, a w gestach podkreślony zostaje wyraz głębokiej matczynej miłości i troski oraz zadumy i kontemplacji. Ciało Chrystusa jest zazwyczaj wychudzone, ale charakteryzuje się minimalnym podkreśleniem bólu i cierpienia, uwydatniane częstokroć są żebra w okolicach mostka, żylaste dłonie i nogi. Ostentacyjnie uwydatniony jest przebity włócznią bok.
Jako materiału najczęściej używano kamienia, głównie wapienia. Zazwyczaj tego typu dzieła są wolno stojącymi rzeźbami, które pełniły rolę figury o charakterze dewocyjnym, umieszczanej w wydzielonych przestrzeniach kościoła (głównie w kaplicach lub przy filarze). Stanowi to wyróżnik dla ekskluzywnej grupy Piet, w tej konwencji stylowej powstawały także liczne Piety z innych materiałów, lub pokrewne dzieła o bardziej uproszczonych formach czy niższym poziomie artystycznym.
Za obszar macierzysty Pięknej Piety uważane są Austria, Czechy (wraz z Morawami i Śląskiem), następnie typ ten rozpowszechnił się krajach Europy Środkowej. W wyniku wojen husyckich liczne wizerunki Piet na terenie Czech uległy zaprzepaszczeniu. Na Śląsku, Piety z kościołów Świętego Macieja (obecnie w zbiorach MNW) i Świętej Elżbiety we Wrocławiu (zaginiona po II wojnie światowej). Największy zespół podobnych przedstawień zachował się w niektórych krajach Rzeszy, głównie w Bawarii oraz Austrii z Salzburgiem i Tyrolem. Z tych obszarów pochodzą m.in. dwie Piety z klasztoru Benedyktynów w Admont, pojedyncze dzieła w Straßburgu koło Gurk, Brambergu, Seeon-Seebruck (obecnie w zbiorach Bayerisches Nationalmuseum w Monachium). Piękne Piety upodobali sobie Krzyżacy, czego przykładem są dzieła w porozrzucanych po Europie posiadłościach tego zakonu (Prusy Zakonne, Friuli, Słowenia, Karyntia, Dolna Styria, Hesja). Poświadczają zachowane do dziś Piękne Piety w kościele Świętej Elżbiety w Marburgu oraz w kaplicy zamkowej w Velikej Nedelji, zamku w Goricane (obecnie w zbiorach Narodnej Geleriji w Lublanie), Celje. Na pobliskich terytoriach północnych Włoch zachowały się m.in. w Treviso oraz kościele Świętego Zenona w Weronie. Spory zespół Piet zachował się również w rejonach Dolnej Nadrenii i okolic, przede wszystkim rzeźba w kościele Świętego Lamberta w Düsseldorfie, ponadto dzieła z kościołów Świętego Albana i Świętej Kolumby w Koloni, opactwa Cystersów w Marienstatt oraz w Maastricht w Limburgii. Z innych tego typu dzieł cennymi przykładami są przedstawienia z Jeny w Turyngii oraz w katedrze w Magdeburgu.
Najcenniejszym przykładem w Królestwie Polskim jest Pietà w kościele Świętej Barbary na Starym Mieście w Krakowie, która najprawdopodobniej (podobnie jak większość Pięknych Piet) została sprowadzona z Czech lub krzyżackiego wówczas Pomorza.